# 新格土
新格土是中国广东省广州市从化区的一个自然村。在太平镇东面约10千米，属高田村管辖。清朝建村。1998年时，全村人口235人。